# Аполлодор з Селевкії
Аполлодор з Селевкії (грец. Ἀπολλόδωρος; був у розквіті близько 150 р. до н. е.) — філософ-стоїк, учень Діогена Вавилонского.
Написав багато посібників грец. εισαγωγαι з стоїцизму, включаючи з етики та фізики, які часто цитував Діоген Лаертський.
Аполлодор відомий описом кінізму як «короткого шляху до чесноти». Оцінка кінізму, яку дав Діоген Лаертський, та яка представляла точку зору стоїків, скоріш за все, заснована на працях Аполлодора, котрий був першим стоїком, підтримуючим лінію кінізма від Сократа до Зенона (Сократ — Антисфен — Діоген — Кратет Фіванский — Зенон із Кітіона).
Його книга з фізики була широко відома у античні часи, а стоїк Теон Александрійський написав до неї коментар. Візантійський письменник Іоанн Стобей описував погляди Аполлодора на природу часу.